# متیو گاربر
متیو گاربر (انگلیسی: Matthew Garber؛ ۲۵ مارس ۱۹۵۶ – ۱۳ ژوئن ۱۹۷۷) یک هنرپیشه اهل بریتانیا بود.
از فیلم‌ها یا برنامه‌های تلویزیونی که وی در آن نقش داشته است می‌توان به مری پاپینز اشاره کرد.
این هنرپیشه در سن ۲۱ سالگی و ده سال پس از بازنشستگی و حضور در آخرین فیلم خود، به دلیل بیماری پانکراس فوت کرد.
در طول زندگی خود در سه فیلم بازی کرد. والت دیسنی در سال ۲۰۰۴ از او به عنوان یکی از اسطوره های خود یاد کرد.